# Cezar Drăgăniță
Cezar Drăgăniță, né le 13 février 1954 à Arad, est un ancien handballeur roumain évoluant au poste d'arrière droit.

## Biographie

### Clubs
- Steaua Bucarest : 1971-1988
- Initia HC Hasselt : 1988-1990
- Benfica Lisbonne : 1990-1991

## Palmarès

### En sélection
Jeux olympiques
- Médaillé d'argent aux Jeux olympiques de 1976 à Montréal,  Canada
- Médaillé de bronze aux Jeux olympiques de 1980 à Moscou,  Union soviétique

Championnat du monde
- 5e place au Championnat du monde en 1982,  Allemagne de l'Ouest

### Club
Compétitions internationales
- Coupe des clubs champions (1) : 1977
- Finaliste en 1971

Compétitions nationales
- Championnat de Roumanie (15) : 1972, 1973, 1974, 1975, 1976, 1977, 1979, 1980, 1981, 1982, 1983, 1984, 1985, 1987, 1988
- Coupe de Roumanie (2) : 1981, 1985
- Coupe de Belgique (1) : 1990
- Vice-Champion de Belgique en 1989